# 东兴镇 (茂县)
东兴镇，原为东兴乡，是中华人民共和国四川省阿坝藏族羌族自治州茂县曾经下辖的一个镇。2019年12月，撤销东兴镇，将其所属行政区域划归土门镇管辖。

## 行政区划
东兴镇撤销前下辖以下地区：
亚坪村、四坪村、岭岗村、永和村、竹包村和联合头村。